# Musica arabo-andalusa
La musica arabo-andalusa è un genere di musica colta nata nella Spagna islamica e fiorita fra il IX ed il XV secolo durante la presenza musulmana nella penisola iberica. La musica arabo-andalusa si diffuse in Maghreb a causa dei forti legami culturali con la regione. In seguito alla Reconquista, gran parte dei musulmani andalusi ed ebrei sefarditi abbandonarono in massa le loro terre natali, rifugiandosi nelle città maghrebine e trasferendovi definitivamente le loro tradizioni musicali. In Marocco, la forma più diffusa è rappresentata dall'al-Âla, nell'Algeria occidentale è diffuso il gharnâtî, nell'Algeria centrale il sanâa e in Tunisia e a Tripoli il ma'luf.

## Storia

### Origini

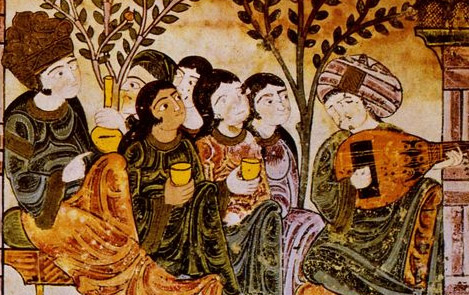
Hadîth Bayâd wa Riyâd - Scena del giardino

La musica arabo-andalusa nacque nel Califfato di Cordova, ad Al-Andalus, nel IX secolo. Il musicista persiano Ziryâb che fu musicista di corte di Abd al-Rahman II a Cordova, è normalmente accreditato di esserne stato il capostipite. Successivamente, il poeta, compositore e filosofo Ibn Bajja di Saragozza sembra abbia fuso insieme la musica di Ziryab con la musica classica occidentale dando vita ad un nuovo stile che si diffuse in Iberia e nel Maghreb. La musica classica andalusa si diffuse nel Maghreb attraverso secoli di interscambi culturali. Le dinastie degli Almoravidi, degli Almohadi e dei Merinidi dominarono sia al-Andalus che il Maghreb. Molti maestri cominciarono a stabilirsi in Maghreb secoli prima della caduta di Granada per mano degli spagnoli.

### Il trasferimento definitivo nel Maghreb
In seguito alla Reconquista, molti dei musulmani andalusi e degli ebrei sefarditi si trasferirono in massa nelle città del Maghreb, portandovi le loro tradizioni musicali.
La scuola di Granada si stabilì a Tlemcen, Orano, Nedroma, Sidi Bel Abbes, Rabat, Oujda, Tétouan, Tangeri e Chefchaouen; la scuola di Cordova a  Meknès, Algeri, Béjaïa, Mostaganem, Cherchell, Miliana, Médéa, Blida e Koléa, la scuola di Siviglia a Fès, Costantina, Skikda, Annaba, Souk Ahras, Tripoli, al-Qayrawan e Testour e la scuola di Valencia a Tunisi.

### Età moderna
Tramandata per secoli da lunghe serie di maestri, nel 1799, il maestro tetouani Muhammad Ibn al-Hasan al-Hayik fu il primo a trascrivere e a raccogliere parte del repertorio musicale arabo-andaluso.
Tra la seconda metà del XIX secolo e i primi decenni del XX secolo vennero effettuate raccolte sistematiche di trascrizioni musicali dei vari repertori.

## Sistema musicale
La musica arabo-andalusa, sebbene basata su regole molto rigide, è stata tramandata oralmente da un maestro all'altro.
I componimenti vengono chiamati nûba. Le nûba occidentali sono quelle che hanno mantenuto maggiormente la loro forma di epoca medievale, mentre le nûba orientali sono intrise di elementi mediorientali.

## Strumenti musicali

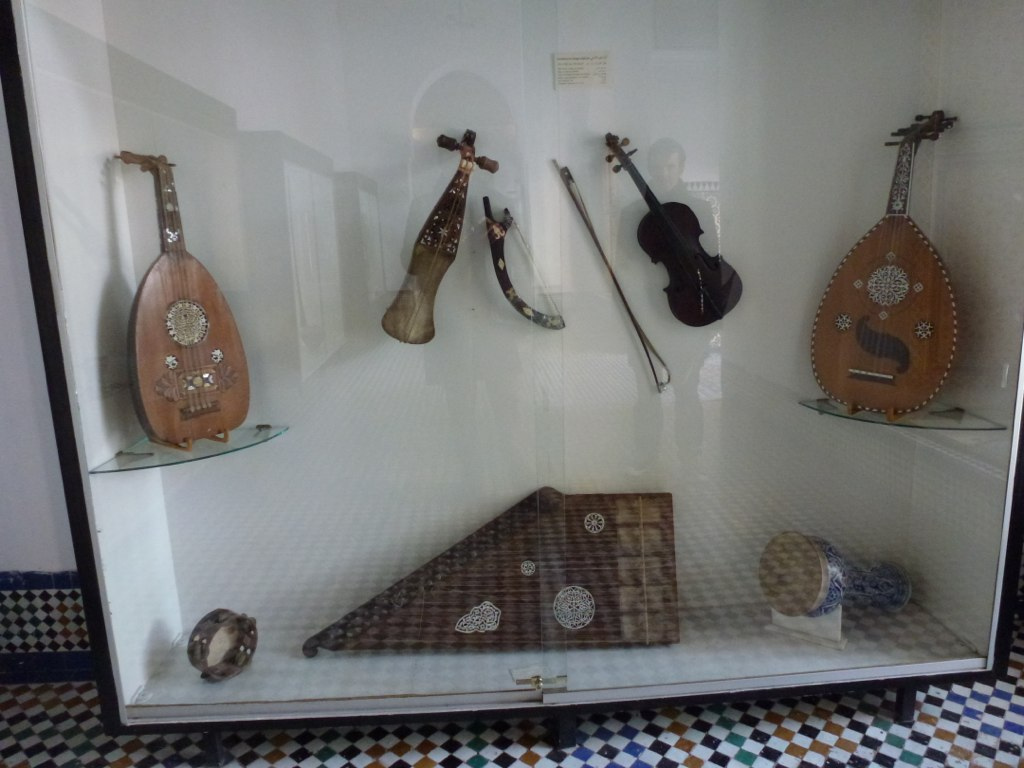
Strumenti tradizionali della musica arabo-andalusa

Le orchestre di musica classica andalusa usano i seguenti strumenti musicali: oud, rebab, darbouka, taarija, qanun e kamenjah. Più recentemente sono stati introdotti strumenti come pianoforte, contrabbasso, violoncello, sassofoni e clarinetti, anche se l'impiego di questi ultimi non è molto frequente.